# دونالد هوغارث
دونالد هوغارث هو سياسي كندي، ولد في 15 يونيو 1879 في Admaston/Bromley ‏ في كندا، وتوفي في 27 يونيو 1950 في تورونتو في كندا. نشط حزبياً في حزب أونتاريو المحافظ التقدمي. وقد انتخب عضو برلمان مقاطعة أونتاريو.